# Iitti
Iitti  [ˈiːtːi] (schwedisch historisch: Itis) ist eine Gemeinde im Südosten Finnlands mit 6504 Einwohnern (Stand 31. Dezember 2022). Sie liegt am Fluss Kymijoki in der Landschaft Päijät-Häme zwischen den Städten Kouvola (20 Kilometer östlich) und Lahti (40 Kilometer westlich). Die Entfernung zur Hauptstadt Helsinki beträgt 110 Kilometer. Die Gemeinde ist einsprachig finnischsprachig.
Das größte Siedlungszentrum der Gemeinde ist das Dorf Kausala mit rund 4200 Einwohnern. Dort befindet sich auch der Bahnhof und mehrere Industriebetriebe aus dem Metall- und Möbelsektor. Das Kirchdorf von Iitti mit der Kirche aus dem Jahr 1693 liegt auf einem Os zwischen drei Seen und wurde 1990 zum schönsten Dorf Finnlands gewählt. Im Kirchdorf wird jährlich ein Musikfestival veranstaltet. Der Norden des Gemeindegebiets ist mit seinen vielen Seen und Osern weitgehend naturbelassen, der flache Süden wird landwirtschaftlich genutzt. Insgesamt stehen in der Gemeinde 2500 Ferienhäuser.
Zum 1539 gegründeten Kirchspiel Iitti gehörte ursprünglich auch das Gebiet der Nachbargemeinden Valkeala, Jaala, Kuusankoski und Kouvola. Seine heutigen Grenzen erhielt die Gemeinde 1921, als der Industrieort Kouvola zu einem eigenständigen Marktflecken erhoben wurde.
Im Dorf Lyöttilä gibt es auf einer Fläche von zwei Kilometern historische Schützen- und Laufgräben, Siedlungen und unvollendete Unterstände. Finnen und Russen bauten die Festungen in den Jahren 1916–1917, um deutsche Angriffe abzuwehren. 200 Meter dieser historischen Befestigungsanlagen wurden instand gesetzt und bieten heute eine Sehenswürdigkeit.

## Dörfer
Zu der Gemeinde gehören die Orte Ansalahti, Anttila, Haapakimola, Haapalahti, Hartola, Honnila, Huhdasjärvi, Isokylä, Jaala, Jokue, Kalaksue, Karijärvi, Kauramaa, Kausala (Kausansaari), Keltti, Kirkonkylä, Koliseva, Konttila, Koskenniska, Kukonoja, Kuukso, Kuusanniemi, Kymentaka (Kymentausta), Kyrönkylä, Kyöperilä, Leppäniemi, Lyöttilä, Mankala, Maunuksela, Mettäkylä, Muikkula, Munakallio, Niinimäki, Nirvinen, Paljakka, Palojärvi, Parikka, Perheniemi, Piilahti, Pilkanmaa, Puolakka, Pyörylä, Radansuu, Ruokoniemi, Rusila (Brusula), Saaroinen, Salonsaari, Savijoki, Siikakoski, Sitikkala, Säkkilänmaa, Säyhde (Säyhtee), Sääskjärvi, Taasia, Tapola, Tillola, Uimila, Vesala (Erävesala), Vuolenkoski und Väärtti.

## Söhne und Töchter der Stadt
- Andreas Johan Sjögren (1794–1855), Sprachwissenschaftler und Forschungsreisender
- Anselm Knuuttila (1903–1968), Skilangläufer
- Viljo Heino (1914–1998), Leichtathlet
- Raimo Suikkanen (1942–2021), Radsportler